# 謝勒崖
80°17′S 25°29′W / 80.283°S 25.483°W
謝勒崖（英語：Shaler Cliffs）是南極洲的山崖，位於科茨地，處於赫伯特山脈北端，屬於沙克爾頓山脈的一部分，海拔高度1,000米，在1967年由美國海軍拍攝空中照片，現時由南極條約體系管理。